# Латтрелл (Теннессі)
Латтрелл (англ. Luttrell) — місто (англ. city) в США, в окрузі Юніон штату Теннессі. Населення — 1017 осіб (2020).

## Географія
Латтрелл розташований за координатами 36°12′36″ пн. ш. 83°44′52″ зх. д. / 36.21000° пн. ш. 83.74778° зх. д. (36.209928, -83.747708).  За даними Бюро перепису населення США в 2010 році місто мало площу 10,16 км², уся площа — суходіл.

## Демографія
Згідно з переписом 2010 року, у місті мешкали 1074 особи в 424 домогосподарствах у складі 294 родин. Густота населення становила 106 осіб/км².  Було 475 помешкань (47/км²).
Расовий склад населення:
| - 97,0 % — білих - 0,3 % — корінних американців - 0,2 % — чорних або афроамериканців |

До двох чи більше рас належало 2,5 %. Частка іспаномовних становила 1,0 % від усіх жителів.
За віковим діапазоном населення розподілялося таким чином: 27,8 % — особи молодші 18 років, 59,7 % — особи у віці 18—64 років, 12,5 % — особи у віці 65 років та старші. Медіана віку мешканця становила 35,2 року. На 100 осіб жіночої статі у місті припадало 95,3 чоловіків;  на 100 жінок у віці від 18 років та старших — 89,5 чоловіків також старших 18 років.
Середній дохід на одне домашнє господарство  становив 37 831 долар США (медіана — 33 333), а середній дохід на одну сім'ю — 41 086 доларів (медіана — 36 500). За межею бідності перебувало 30,0 % осіб, у тому числі 45,5 % дітей у віці до 18 років та 20,9 % осіб у віці 65 років та старших.
Цивільне працевлаштоване населення становило 319 осіб. Основні галузі зайнятості: роздрібна торгівля — 19,7 %, освіта, охорона здоров'я та соціальна допомога — 17,2 %, виробництво — 13,5 %, будівництво — 11,3 %.